# Conohyus
Il conoio (gen. Conohyus) è un mammifero estinto, appartenente ai suidi. Visse nel Miocene medio (circa 12-10 milioni di anni fa) e i suoi resti fossili sono stati ritrovati in numerose località dell'Europa e dell'Asia.

## Descrizione
Questo animale doveva assomigliare a un piccolo cinghiale. Sia le proporzioni corporee che quelle craniche, infatti, assomigliavano a quelle delle forme attuali. Conohyus era però distinto dalla dentatura: i denti della zona delle guance possedevano uno spesso strato di smalto, mentre i premolari erano dotati di cuspidi di forma conica (da qui il nome Conohyus, “maiale – cono”) e possedevano un rivestimento simile a quello delle iene. Il peso di Conohyus doveva aggirarsi intorno ai 70 chilogrammi. 

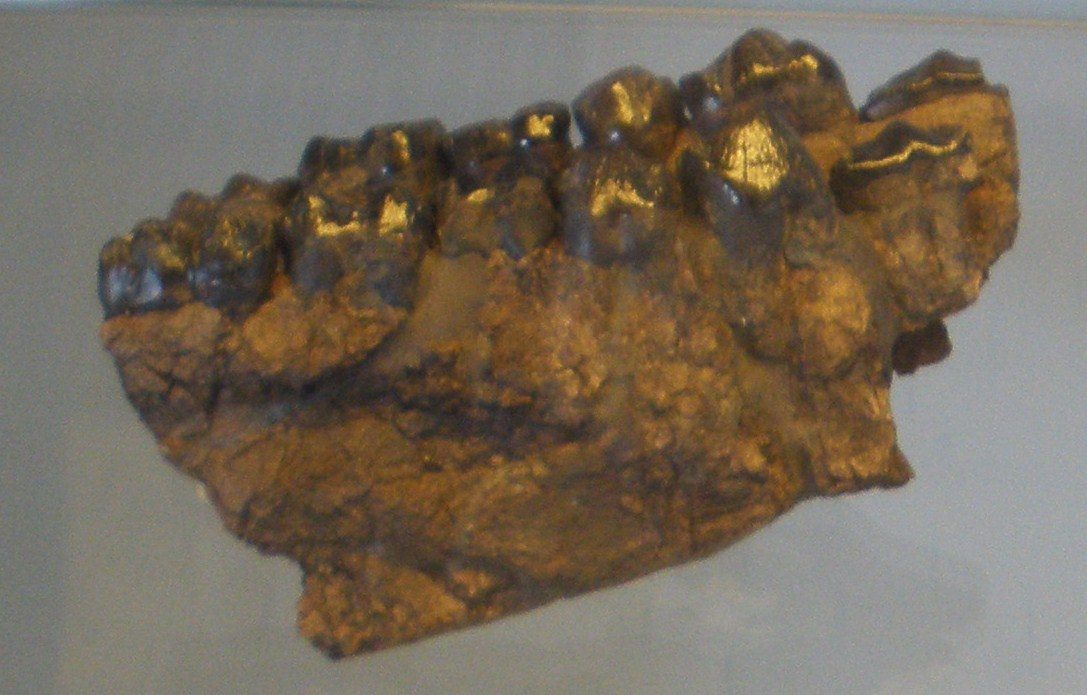
Frammento di mandibola di Conohyus

## Classificazione
Conohyus appartiene a un gruppo di suidi che si svilupparono nel corso del Miocene medio, i tetraconodontini (Tetraconodontinae); questi animali svilupparono una dentatura caratteristica differente da quella degli altri suidi del periodo, come i listriodontini e i primitivi ioteriini. Nel corso di milioni di anni, Conohyus ridusse le proprie dimensioni fino a dare origine a forme più piccole come Parachleuastochoerus, pesante circa 40 chilogrammi.

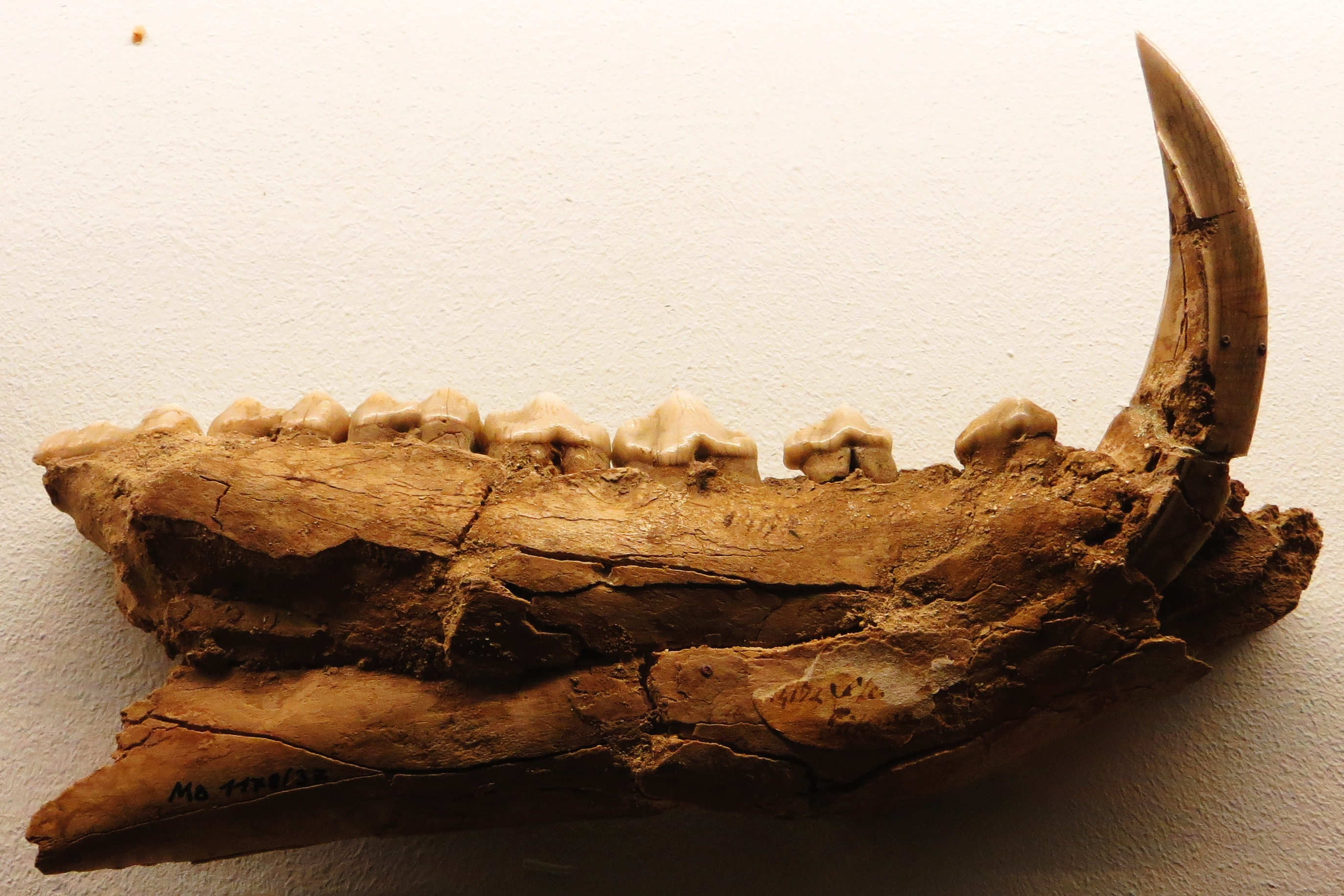
Mandibola di Conohyus simorrensis

## Paleoecologia
La particolare dentatura di Conohyus e delle forme a esso simili fa supporre che questi animali si nutrissero di cibo particolarmente duro, come ad esempio i semi delle piante.